# جيمس د. بيترسون
جيمس د. بيترسون (بالإنجليزية: James D. Peterson)‏ هو قاضي ومحامي أمريكي، ولد في 18 أغسطس 1957 في ليك تشارلز في الولايات المتحدة.